# Yūta Abe
Yūta Abe (jap. 安部 雄大, Abe Yūta; * 31. Juli 1974 in der Präfektur Yamaguchi) ist ein ehemaliger japanischer Fußballspieler.

## Karriere
Abe erlernte das Fußballspielen in der Schulmannschaft der Tatara Gakuen High School. Seinen ersten Vertrag unterschrieb er 1993 bei Sanfrecce Hiroshima. Der Verein spielte in der höchsten Liga des Landes, der J1 League. 1994 wurde er mit dem Verein Vizemeister der J1 League. 1995 und 1996 erreichte er das Finale des Kaiserpokals. Für den Verein absolvierte er 10 Erstligaspiele. 1998 wechselte er zum Ligakonkurrenten Vissel Kōbe. Für den Verein absolvierte er 66 Erstligaspiele. 2001 wechselte er zu Yamaguchi Teachers. Ende 2001 beendete er seine Karriere als Fußballspieler.

## Erfolge
Sanfrecce Hiroshima
- J1 League

Vizemeister: 1994
- Kaiserpokal

Finalist: 1995, 1996